# Viktor Láznička
Viktor Láznička (IPA: vɪktɔr laːzɲɪtʃka) (* 9. ledna 1988, Pardubice) je český šachový velmistr. Je mistrem České republiky z roku 2006.

## Šachové začátky
Šachy se naučil hrát ve svých šesti letech a již v juniorských kategoriích na sebe upozornil výbornými výsledky. Od mládí byl členem pardubického šachového oddílu v té době pojmenovaném Synthesia Pardubice.
Jeho další trénink převzal mezinárodní mistr Michal Konopka.

## Kariéra
První úspěchy zaznamenal na turnajích v Olomouci roku 2002 a Mariánských Lázních roku 2003. Na evropském šampionátu juniorů roku 2005 získal bronzovou medaili v kategorii do 18 let. Velmistrem se Viktor Láznička stal v roce 2006, kdy již po 9 kolech z 11 na Mistrovství ČR splnil třetí normu GM.
Na Mistrovství Evropy jednotlivců 2007 v bulharském Plovdivu se umístil se ziskem 7,5 na 12. místě. V září 2007 se Viktor Láznička zúčastnil silně obsazeného turnaje Czech Coal Carlsbad Chess Tournament 2007 a v prvním kole porazil Alexeje Širova, který měl v té době Elo 2735 bodů. Celkově však v turnaji skončil 7. z osmi soutěžících, za sebou v tabulce zanechal pouze Viktora Korčného.
Roku 2007 se kvalifikoval do šampionátu Mistrovství světa, v prvním kole ale prohrál s polským velmistrem Maciejou.
V květnu 2008 se na Evropském šampionátu jednotlivců umístil na pěkném 12. místě ziskem 7,5 bodů z 11 partií a ratingovou performance 2700. Na čtvrtém Mistrovství zemí Evropské unie v Liverpoolu ziskem 7,5 bodu z deseti dělil druhé místo (září 2008).
V červenci 2010 zvítězil v otevřeném turnaji World Open v pensylvánském Valey Forge především zásluhou série šesti výher v prvních šesti kolech, kterou pak završil třemi remízami.

## Soutěže družstev

### Reprezentace
Svou reprezentační kariéru zahájil roku 2006 na Olympiádě v Turíně znamenitým výsledkem, ziskem 7,5 bodů z 10 partií se stal procentuálně nejúspěšnějším členem reprezentace. Přispěl tak k pěknému umístění české reprezentace na 11. místě.
| Olympiáda               | Rok  | Elo  | Šachovnice | Počet bodů | Odehráno partií | Ratingperformance |
| ----------------------- | ---- | ---- | ---------- | ---------- | --------------- | ----------------- |
| 37. ŠO, Turín           | 2006 | 2551 | 4.         | 7,5        | 10              | 2711              |
| 38. ŠO, Drážďany        | 2008 | 2591 | 3.         | 5,5        | 10              | 2556              |
| 39. ŠO, Chanty-Mansijsk | 2010 | 2690 | 2.         | 7,5        | 11              | 2723              |
| 40. ŠO, Istanbul        | 2012 | 2683 | 1.         | 6,5        | 11              | 2696              |
| 41. ŠO, Tromsø          | 2014 | 2676 | 2.         | 7,0        | 11              | 2664              |

### Česká šachová extraliga
S pardubickým klubem získal 3 mistrovské tituly v sezonách 2004/2005, 2005/2006, 2006/2007.
V roce 2008 opustil Klub RC Sport Pardubice, v jehož extraligovém kádru vyhrál 3 ligové tituly a přestoupil do klubu ligového mistra sezóny 2007/2008 Nového Boru.
| Sezona  | Klub                  | Elo  | Šachovnice | Počet bodů | Odehráno partií | Procentuální úspěšnost |
| ------- | --------------------- | ---- | ---------- | ---------- | --------------- | ---------------------- |
| 2002/03 | ŠK Infinity Pardubice | 2319 | 8.         | 3,5        | 7               | 50,0 %                 |
| 2003/04 | Bauset Pardubice      | 2437 | 5.         | 6          | 11              | 54,6 %                 |
| 2004/05 | Bauset Pardubice      | 2478 | 3.         | 5          | 9               | 55,6 %                 |
| 2005/06 | Bauset Pardubice      | 2517 | 3.         | 7,5        | 11              | 68,2 %                 |
| 2006/07 | RC Sport Pardubice    | 2596 | 2.         | 8          | 10              | 80,0 %                 |
| 2007/08 | RC Sport Pardubice    | 2610 | 3.         | 4,5        | 11              | 40,9 %                 |
| 2008/09 | 1. Novoborský ŠK      | 2591 | 2.         | 6,5        | 9               | 72,2 %                 |
| 2009/10 | 1. Novoborský ŠK      | 2642 | 2.         | 4,5        | 10              | 45,0 %                 |
| 2010/11 | 1. Novoborský ŠK      | 2688 | 3.         | 5          | 6               | 83,3 %                 |
| 2011/12 | 1. Novoborský ŠK      | 2701 | 4.         | 7          | 9               | 77,8 %                 |
| 2012/13 | 1. Novoborský ŠK      | 2674 | 4.         | 8,5        | 11              | 77,3 %                 |
| 2013/14 | 1. Novoborský ŠK      | 2677 | 5.         | 6,5        | 10              | 65,0 %                 |
| 2014/15 | 1. Novoborský ŠK      | 2667 | 6.         | 6,5        | 10              | 65,0 %                 |

### Evropský klubový pohár v šachu
| Sezona | Klub             | Elo  | Šachovnice | Počet bodů | Odehráno partií | Procentuální úspěšnost |
| ------ | ---------------- | ---- | ---------- | ---------- | --------------- | ---------------------- |
| 2006   | Bauset Pardubice | 2596 | 2.         | 3,5        | 7               | 50,0 %                 |
| 2009   | 1. Novoborský ŠK | 2634 | 1.         | 3,0        | 7               | 42,9 %                 |
| 2010   | 1. Novoborský ŠK | 2690 | 1.         | 3,5        | 6               | 58,3 %                 |
| 2011   | 1. Novoborský ŠK | 2701 | 1.         | 3,5        | 6               | 58,3 %                 |
| 2012   | 1. Novoborský ŠK | 2678 | 3.         | 4,0        | 7               | 57,1 %                 |
| 2013   | 1. Novoborský ŠK | 2666 | 3.         | 5,5        | 7               | 78,6 %                 |
| 2014   | 1. Novoborský ŠK | 2675 | 4.         | 2,5        | 5               | 50,0 %                 |

## Herní styl
Vyznačuje se výborným hodnocením pozice a strategickým čichem. Tyto vlastnosti jsou umocněny kvalitní taktikou a propočtem. K dalším ideálním vlastnostem patří jeho vyrovnanost a rozvaha při partii, rovněž netrpí nervozitou a strachem před autoritami. Při hře nemá strach z neprobádaných variant, rád prověřuje oběti a gambity, jednoduše oběť vezme, prokáže, že byla nekorektní a vyhraje.

## Největší úspěchy
- Mistr České republiky 2006 se ziskem 8,5 bodů z 11, náskok 2 body před vicemistrem
- roku 2007 se dělil s Vlastimilem Babulou o první místo na turnaji Czech open (Pardubice open) konaném v jeho rodném městě, získal 7,5 bodů z 9 partií a dosáhl Performance 2757
- v dubnu 2008 Viktor vyhrává turnaj Kalkata 2008 v Indii, bodovým ziskem 8,5 z 10 partií s ratingovou performance 2807

## Zajímavosti
- Na internetovém portálu Playchess.com vystupuje pod přezdívkou Cskamoskva. Jeho bleskové partie zde s Nigelem Shortem patří k lahůdkám pro šachové fanoušky.
- Za jednu ze základních knih považuje Můj systém od Nimcoviče.
- Za svůj šachový vzor považuje Vladimíra Kramnika.
- Jeho trenér a sparingpartner při přípravě byl Sergej Movsesjan.
- Na Bílou sobotu 4.4.2015 přijal svatý křest v kostele Nejsvětějšího Srdce Páně na Vinohradech.[3]